# Maloka
Maloka es un museo interactivo sobre ciencia y tecnología ubicado en el barrio Ciudad Salitre en la localidad de Fontibón de Bogotá, Colombia. El sitio fue inaugurado el día 4 de diciembre de 1998.Está dirigido desde 2021 por la Comunicadora Social Maria Cristina Díaz.
Los diseñadores del edificio fueron los arquitectos Andrés Ferroni y Gonzalo Vargas. Se trata de una construcción subterránea con una plazoleta amplia en la superficie, desde la que emergen: una espera (cine domo), un gran prisma de vidrio, un cubo y un cilindro.
Su nombre deriva de la maloca, lugar utilizado por muchas etnias indígenas amazónicas y construida por el chamán como sitio para adquirir la sabiduría de la naturaleza. 

## Maloka y su conocimiento
La corporación Maloka, es una corporación de cobertura nacional y proyección internacional, con carácter cultural, educativo, científico, tecnológico, recreativo y turístico, que tiene como fin "la construcción de una sociedad basada en el conocimiento y el aprendizaje", a través del diseño de múltiples estrategias que denomina de "Apropiación social de la ciencia, la tecnología y la innovación".
El proyecto se realizó con la iniciativa de la Asociación Colombiana para el Avance de la Ciencia (ACAC), con el apoyo de Colciencias, el Instituto Distrital de Cultura y Turismo (IDCT), la Organización Ardila Lülle, y el aporte de múltiples aliados de los sectores público y privado.

## Tres mundos
La corporación Maloka comprende tres iniciativas diferentes: "Maloka Centro Interactivo" que es el parque temático, "Maloka Sin Fronteras" que es el proyecto con el que la corporación busca expandir su trabajo a nivel nacional y "Maloka Virtual" que se desarrolla a través de su sitio web.

### Maloka Centro Interactivo
Cuenta con 17.000 m² construidos, además de las salas de exposiciones dispone de almacén, café, restaurante y una plazoleta pública. El diseño fue realizado en un subterráneo privilegiando la transparencia. El costo total de la obra fue de 18.900 millones de pesos [US$12.256.809]

### Maloka virtual
Cinco meses antes de abrir sus puertas el centro interactivo nace el sitio web maloka.org, un espacio de actualidad en ciencia, tecnología e Innovación para niños, jóvenes, adultos y docentes, que presenta además toda la información corporativa y de programación. El sitio fue renovado en 2007.

### Maloka sin fronteras
Consiste en estrategias que usa la corporación para proyectarse a nivel nacional con alternativas que denomina "de uso creativo del tiempo libre", integradas en los Viajera, Maloka y las Estrellas y Maloka Ambiental, que buscan según sus organizadores, "democratizar el Conocimiento y estimular el aprendizaje para toda la vida".